# Superior Airways
Superior Airways — канадская авиакомпания со штаб-квартирой в муниципалитете Ред-Лейк (провинция Онтарио), выполняющая чартерные пассажирские и грузовые авиаперевозки между небольшими населёнными пунктами в северо-западной части провинции. Компания также организует перевозку мобильных бригад скорой медицинской помощи (санитарная авиация), пожарных, лесников, сотрудников служб охраны правопорядка, туристских групп, охотников и рыбаков.

## История
Авиакомпания была основана в 2003 году в городе Су-Лукаут (Онтарио). Первоначально в компании работало три человека и имелся один самолёт. Вскоре перевозчик приобрёл ещё одно воздушное судно и сменил штаб-квартиру, переехав в муниципалитет Ред-Лейк. В течение следующих пяти лет Superior Airways купила ещё два небольших самолёта и вскоре станет первой канадской авиакомпанией, эксплуатирующей воздушное судно Quest Kodiak.

## Флот
По состоянию на январь 2009 года воздушный флот авиакомпании Superior Airways составляли следующие самолёты, зарегистрированные в Министерстве транспорта Канады:

## Авиапроисшествия и несчастные случаи
- 6 декабря 1972 года. Самолёт Douglas C-47B (регистрационный номер CF-AUQ) разбился в 19 километрах к юга от озера Лейк-Рэндалл (Квебек). Погибли все трое человек, находившихся на борту[7].
- 11 апреля 1977 года. Самолёт Douglas C-47B (регистрационный номер C-FXXT) прошёл некачественный ремонт и при выполнении разбега в аэропорту Виннуммин-Лейк пилот успел прервать взлёт[8].